# Церковь Святой Марии Магдалины (Киев)
Церковь Святой Марии Магдалины — православный храм в Киеве в местности Шулявка, построенный в 1885—1887 годах и разрушенный в 1935 году. Церковь стояла примерно на месте современного физико-математического лицея № 142 (ул. Политехническая, 2), за спортивной площадкой которого во времена независимости установили памятный крест.

## История храма
Вторая половина XIX века — время активного развития Шулявки. Однако именно тогда очень острой стала проблема отсутствия собственного храма, население Шулявки было вынуждено посещать достаточно отдалённую церковь Иоанна Златоуста на Галицкой площади (современная площадь Победы). Местные жители начали собирать деньги на строительство приходской церкви.
В 1883 году Духовная консистория дала разрешение на строительство храма. Быстрому сооружению храма помогла настойчивость городского головы Ивана Толли. Он сделал большое пожертвование на строительство церкви Благовещения на Паньковщине, а 18000 рублей, собранные ранее обществом для строительства этой церкви, выделил для строительства храма на Шулявке. В ходатайстве на имя митрополита Платона в июня 1885 года городской голова сообщал, что церковь на Шулявке названа именем святой Равноапостольной Марии Магдалины — ангела Государыни Императрицы Марии Фёдоровны (церковный праздник Марии Магдалины — 22 июля по старому стилю, был одновременно днем именин императрицыМарии Фёдоровны, жены Александра III).
В 1885 году началось строительство церкви. После его начала поступило ещё одно значительное пожертвование — от сахарозаводчика Николая Терещенко. Руководил работами инженер-полковник Вадим Катеринич, который отказался от платы за свою работу. Построенную церковь освятили весной 1887 года. В церкви был устроен боковой придел в честь святых Иоакима и Анны, возле церкви вскоре возникло небольшое кладбище, где, в частности, были похоронены несколько профессоров Политехнического института, расположенного рядом.

### Уничтожение храма
В советское время церковь святой Марии Магдалины передали общине «обновленцев», а в конце 1931 года храм закрыли с целью реконструировать его здание под помещение научного института автотракторной промышленности. В апреле 1935 года у церкви началось строительство школы, в рамках которого церковное здание разобрали (таким образом церковь святой Марии Магдалины разделила судьбу своей ровесницы — Благовещенской церкви, разрушенной в том же году также для строительства школы). Кладбище при церкви также уничтожили, могилы перенесены на Лукьяновское кладбище..
В годы независимой Украины поднимался вопрос о восстановлении храма, но по состоянию на 2021 год так ничего и не было сделано.

## Описание
Церковь святой Марии Магдалины была построена в распространённом тогда «русско-византийском» стиле с элементами историзма, с хорошей пристроенной колокольней, имеющей шатровое завершение. Здание церкви было в плане крещатой, увенчанной массивным восьмигранным световым барабаном с приземистым луковичным куполом, окружённым четырьмя глухими небольшими барабанами с луковичными куполами поменьше. Фасады украшались кирпичным декором в виде кокошников, полуколонн, карнизов и т.д. Прямоугольные в плане южный и северный боковые алтари завершались полусферическими куполами со шпилями. Пятигранная в плане апсида завершалась сводчатым перекрытием. С западной стороны к церкви была пристроена трёхъярусная колокольня. Третий ярус, колокольный, имел отверстия в виде бифориев и завершался шатром с люкарнами. Внутри храм был одноярусный иконостас с луковицеподобным фронтоном в формах необарокко.
Храм доминировал в застройке одноэтажной Шулявки, был её украшением.

## Настоятели до 1920 года
- свящ. Порфирий Ерофеевич Янковский (1887-1903);
- прот. Никандр Колпиков (1904-1905);
- свящ. Александр Черняховский (1906-1920).